# Русско-персидский конфликт (1651—1653)
Русско-персидский конфликт 1651—1653 годов (Русско-иранская война 1651—1653 годов) — вооружённый конфликт на Северном Кавказе, связанный с планами Сефевидов укрепить свои позиции в этом регионе и вытеснить Россию. Войска Сефевидов и их союзников, предприняли несколько походов на земли, подконтрольные Русскому государству. В 1653 году русское правительство, которое вело переговоры о вхождении в состав России Войска Запорожского и не хотело распылять силы, направило в Персию посольство для мирного урегулирования конфликта. Шах Аббас II согласился, заявив, что конфликт был инициирован без его согласия.

## Предыстория

### Русские владения на Северном Кавказе
В XVII веке главной опорой Русского государства на Северном Кавказе была крепость Терки. Здесь находились царские воеводы и войска. В середине XVII века в пригородах Терского города жило семьдесят семей кабардинских узденей (дворян), много купцов (русских, армянских, азербайджанских и персидских) и ремесленники. Северокавказская знать переселялась в Терки вместе со своими людьми, принимая подданство русского царя. В Терках имел свой дом влиятельный кабардинский мурза Муцал Сунчалеевич Черкасский, который с 1645 года по царскому указу стал князем над нерусским населением Терского города. Гарнизон состоял «из 2000 человек, которые находятся под наблюдением воеводы и полковника. В городе находятся три приказа или канцелярии, и каждой из них подчинены 500 стрельцов. Князь Мусал имеет в своем придворном штате ещё 500 человек, которые в случае необходимости должны действовать заодно с остальными».
На правом берегу Терека у впадения в него реки Сунжи, северо-восточнее современного Грозного, в 1635 году русским правительством был восстановлен Сунженский острог. Вскоре после 1645 года князь Муцал с «кабаками» (селениями) переселился из Терского города на Сунжу и около Сунженского острога образовалось предместье из кабардинских, чеченских и кумыкских выходцев. В 2 верстах от острога поселились брагунцы (барагунцы) во главе с Ильдар-мурзой, которые были в подданстве у русского царя. На запад от реки Сунжи жили кабардинцы, находившиеся под царским протекторатом со времён Ивана Грозного.
В 1629 году аварский хан просил у русского царя построить крепость на Койсу, обещая помочь в этом. Также он просился в подданство царя, напомнив в письме о том, что его дед помогал строить Терский город - первую царскую крепость на Кавказе . "Я, аварский хан учинился великому государю прямым холопом и милово сына отдал вам в руки" - писал аварский хан царю  .
Агрессивная политика Ирана вынуждала кумыкских владетелей обращаться за помощью к России. В 1637 году кумыкский шамхал получил грамоту, в которой русский царь принимал его в «холопство». Так как в это время кумыки уже были вассалами персидского шаха, они оказались в двойной вассальной зависимости — от Персии и от России. Однако захват Дагестана Ираном был не в интересах России. В 1642 году русское правительство твёрдо заявило иранскому послу в Москве Аджибеку, что «кумыцкие люди вечные холопы царского величества».
Однако кумыки препятствовали усилению Ирана или России в регионе и проводили довольно-таки независимую политику. Шамхал Сурхай III воспрепятствовал строительству персидской крепости в Башлы.
Однако и усиление России было не в интересах шамхала. В 1650 году шамхал принял у себя ногайцев, ушедших из российских владений. Царские войска, вторгнувшиеся в пределы Шамхальства были разгромлены кумыкско-ногайским войском в Герменчикской битве. Эндерийский шамхал Казан-Алп примирился с Сурхаем  и междоусобная война в кумыкских владениях, длившаяся с 1642 года, прекратилась.

### Персидские владения
Персидское влияние распространялось на владения кумыкских феодалов в Дагестане. Самым крупным было Тарковское шамхальство, правители которого имели титул владетеля Буйнакского, вали (наместника) Дагестанского и некоторое время хана Дербентского. Другим важнейшим владением кумыков было Эндерийское шамхальство. В начале XVII века оно выделилось из Тарковского шамхальства. В 50-е годы XVII века там правил «Эндереевский владелец» мурза Казан-Алп. К северо-западу от Дербента находилось Кайтагское уцмийство. В 1645 году персидский шах изгнал отсюда лояльного к России правителя Рустам-хана и назначил кайтагским владельцем Амирхан-Султана.

### Причины конфликта
В 1639 году закончилась длительная война между Персией и Турцией. Подписанный шахом и султаном Касри-Ширинский мирный договор разделил сферы влияния Персии и Турции на Кавказе. В новых условиях персидские шахи пытались утвердить свою политическую гегемонию на Северном Кавказе от Дербента вплоть до реки Сунжи, а Турция и крымские ханы — от Чёрного моря до Кабарды.
На Кавказе интересы Персии неизбежно сталкивались с интересами России. Шах Аббас II в начале своего правления поддерживал мирные отношения с Россией, предлагая царю дружбу и торговое сотрудничество, добившись положительного ответа. Однако вскоре шах повёл борьбу не только за овладение Дагестаном, но и за полное вытеснение русских с Северного Кавказа, стал вмешиваться во внутренние дела горцев.
Началу конфликта способствовало недовольство Хосров-хана Шемахинского казацкими разбоями на Каспийском море. В 1650 году гребенские казаки напали на караван ширванских и дагестанских купцов, которые направлялись в Кабарду. Среди похищенного имущества находились товары самого Хосров-хана. Выяснилось, что караван шёл, не оповестив о себе воевод Терского города, как должно было делаться по условиям соглашения, и поэтому был атакован и разграблен казаками. Шемахинский хан потребовал компенсации за убытки от астраханских воевод, обвиняя их в поддержке казаков. Хан писал в грамоте, что он готов «в один бы месяц Терской город и Астарахань с черною землею сравнять» и «казаков вывести».
Непосредственным поводом к началу военных действий между Россией и Персией стало восстановление Сунженского острога. Русские крепости на Тереке и Сунже мешали планам шаха по установлению своего влияния в Дагестане. Правда, позже, в 1658 году, персидский посол Дакул Султан говорил в Москве, что конфликт произошёл не из-за острога, а из-за брагунцев. Когда на Сунже «поставили городок и в нём поселились барагунцы, от них начались ссоры, задоры, убийства и грабежи, и персидским подданным проезду быть не учало».
Зная о подготовке нападения, тарковский шамхал Сурхай в 1650 году тайно сообщил астраханскому воеводе князю Григорию Черкасскому о необходимости принять меры по укреплению Терского города на случай возможного нападения на него. Русское правительство направило к терским атаманам и казакам грамоты, призывая их, «чтоб они государевым людям, которые в Суншенском остроге, помочь чинили и в приход над воинскими людьми всякими мерами промышляли».

## Первый поход на Сунженский острог
В 1651 году Хосров-хан Шемахинский получил шахский указ, по которому он должен был возглавить поход персидского войска на Сунжу и Терек. Задачи похода были гораздо шире, чем овладение небольшой крепостью на Сунже. Как рассказывал сам Хосров-хан, он получил от шаха Аббаса предписание готовиться к походу на Сунженский острог, разорить его, а потом «идти на Астрахань, не мешкая».
Задачу по захвату Сунженского острога Хосров-хан возложил на Тарковского шамхала Сурхая. Войско состояло из сил Тарковского шамхала Сурхая, Эндерейского владельца Казан-Алпа и уцмия Кайтагского Амирхан-Султана. Для усиления войск шамхала Шемахинский хан направил к нему отряды персидских регулярных войск. В походе приняли участие 800 иранских «сарбазов» (солдат): «ратных людей из Шемахи 500 человек, да из Дербени (Дербента) 300 человек, а с ними две пушки». К кумыкам и персам также примкнули улусы ногаев Чебан-мурзы и Шатемир-мурзы. В составе ополчения горцев были представители чеченских обществ — мичкизяне и шибутяне, жившие по рекам Мичик и Аргун. Общая численность персидского войска достигала 12 тысяч человек.
25 октября 1651 года соединённое войско достигло реки Сунжи. Первый бой был «на яру под казачьим Шадриным городком». Оборону против Сухрая возглавил князь Муцал Черкасский с кабардинцами, барагунцами и терскими казаками, которые заняли оборонительные позиции и «стояли крепко… билися многое время… и кумытцких и кизилбашских ратных людей прогнали и побили и многих переранили».
Не добившись успеха, шамхал попытался, перейдя Терек в районе казачьего городка Верхнего Черленова, выйти к устью Сунжи. Но русские успели дополнительно укрепить острог: «с ратными людьми и с терскими и з гребенскими атаманы и казаки, которые в те поры приучились из-за Терка-реки, перешед к государеву Суншенскому острогу, и з братьей своею з барагунскими к Суншенскому острогу учинили крепь…». 1 ноября терский воевода князь Щетинин прислал на помощь к князю Муцалу «Бислан-мурзу Битемрюкова да голову стрелетцкого Воина Голикова с сотники с стрельцами, да сотенного голову Василья Вышеславцова з детьми боярскими и с новокрещены и с окочены, да табунного голову Тлева Тугашева с юртовскими татары».
2 ноября шамхал попытался пойти на штурм. «Кумытцкие и кизылбашские ратные люди от Черленово пришли… на Асмановский перевоз изготовясь всеми своими полками на приступ, и к нам приступали». Попытка штурма провалилась, и Черкасский сам атаковал лагерь осаждающих. Как вспоминал князь: увидев, что «мы идем к ним навстречю, (они) побежали за Суншу реку без бою». Князь Муцал послал в погоню «государевых служилых людей и казаков, и узденей своих, и барагунцов». В результате решительных действий Муцала Черкасского и военной помощи, подоспевшей из Терского города, удалось отбросить неприятеля за Сунжу и далее «к Ондреевой деревне и к Оксаю-реке». 7 ноября разъезды Черкасского сообщили, что «кумытская и кизылбашская рать вся разошлася розно».
Наибольший урон персидские войска нанесли окружающим селениям и укреплениям, включая селения людей самого князя Муцала. По словам князя, войска противника «многую шкоту починили, многих царского величества людей побили и переранили, а иных многих в полон поимали… И взяли, государь, те кумыцкие ратные люди в те поры с улусных моих татар лошадей с 3000, да верблюдов с 500, да рогатой животины с 10000, да овец с 15000».
Для Персии поход окончился безрезультатно, и шамхалу Сурхаю пришлось оправдываться, говоря, что он направил главный удар на селение Брагуны, поскольку «барагунцы» закрыли для его людей путь в Кабарду и «худо учали делать».

## Второй поход на Сунженский острог
В течение 1652 года шах готовил второй поход. Шамхал Сурхай и Казан-Алп со своими войсками стояли на Акташе, готовясь выступить на Сунжу. В Крым было отправлено посольство с просьбой оказать военную помощь. Осенью 1652 года верные царю татары сообщили новому терскому воеводе Василию Волынскому, что «крымские рати 2 солтана, собрався со многою крымскою ратью, в Азов пришли, про Терек и про Астарахань говорят. Берегитесь, без приходу не будет».
Русское правительство укрепляло Сунженский острог. Накануне второго похода на помощь русским пришёл отряд кабардинского мурзы Урус-хана Янсохова и его сына Шин-Гирея, отправленный на усиление гарнизона князем Муцалом Черкасским. Сам Муцал в этот раз остался вне стен крепости и в период осады беспокоил персидские войска набегами. Вскоре в Сунженский острог перешёл Шангирей Урусханов Черкасский, узнавший, что «шли кумыцкие и кизылбашские ратные люди з большим собраньем на государев Суншинский острог». «И он, Шангирей-мурза, с своими кабацкими людьми из своего владенья перешел в государев Суншинской острог к голове стрелецкому к Ивану Яцыну и ко государевым служилым людем, чтоб тот государев Суншинской острог от них отстоять».
Гарнизон острога под командой Ивана Яцына насчитывал 800 человек: стрельцов и терских казаков — 212, кабардинских узденей и «черных людей» Урусхан-мурзы — около 20, брагунских узденей и «чёрных людей» Ильдар-мурзы — около 500.
7 марта 1653 года двадцатитысячное персидское войско, в составе которого были кумыки, кызылбаши-иранцы, ногайцы, татары и кавказские горцы, осадило Сунженский острог. Возглавлял его вновь шамхал Сурхай Тарковский. Войска шамхала предприняли несколько приступов. 5 дней шли бои, в которых приступы чередовались с вылазками гарнизона. Не сумев овладеть острогом, войска шамхала принялись разорять селения казаков и кабардинцев по берегам Терека.
Положение небольшого гарнизона было тяжёлым. Войска противника «зделали… за Суншею-рекою против Сушнинского острогу в стрельбище острог, и башню зделали выше Суншинского острогу, и с той башни в Суншинской острог ис пушек стреляли. А от барагунских кабаков от лесу к Суншинскому острогу привели дровяную гору сечеными дровами от острожной стены сажен за 15. А хотели де тое дровяную гору, приметав к Суншинскому острогу, облив нефтью зажечь. А от Терка реки против Суншинского острогу сажен за 15 поставили плетенные туры, насыпав землею, и из-за них стреляли по острогу из наряду и из мелкова ружья, и воду де у… государевых людей отняли».
Из Терского города на помощь осаждённым был послан конный стрелецкий отряд Семёна Стромилова, Чепай-мурза с окочанами (чеченцами-аккинцами) и уздени Тонжехана-мурзы (всего 300 человек). Однако этот отряд не смог пробиться на помощь осаждённым и в результате сражения, отбитый и разбитый неприятелем, вернулся в Терки. Положение осложнялось ещё и тем, что терский воевода не мог послать на помощь острогу большое количество людей из-за опасения нападения на Терки. 14 марта в Терки из Астрахани отправились 200 человек стрельцов головы Ивана Долгово-Сабурова. В Астрахани также было неспокойно, и больших сил выделить не удалось.
19 марта брагунцы Ильдар-мурзы, не выдержав осады, договорились с Сурхаем и покинули острог. После ухода Ильдар-мурзы «стало в том Суншинском остроге малолюдно… и сидеть не в мочь». Продержавшись ещё 4 дня, остатки гарнизона решили общим советом наряд с валов снять,  свинец и другие запасы забрать и уйти в Терки, а острог сжечь. 25 марта остатки гарнизона (108 человек) пришли в Терки.
После ухода гарнизона противник подверг разорению окрестности Сунженского острога. 1 апреля шамхал Сурхай со своим войском вернулся в Тарки.
В июле 1653 года царь Алексей Михайлович послал терскому воеводе грамоту «об объявлении царского милостиваго слова мурзам, стрельцам и гребенским казакам за службу и за осадное сиденье в Суншинском остроге». В грамоте говорилось про «Урус-хана Янсохова да Шангирея Урусханова и иных иноземцов», которые «учинили добро, что в приход кумыцких и кизылбашских людей к Суншенскому острогу Государю служили, в осаде сидели и с кумыцкими и кизылбашскими людьми бились, и из Суншинского острогу из осады на Терк отошли, и Государеву казну, наряд и зелье и свинец, на Терк вывезли, — и Великий государь жалует их, милостиво похваляет…». Выражалась благодарность «Ивану Яцыну, и конного приказу сотнику стрелецкому Михайлу Молчанову, и терским стрельцом, и Гребенским атаманом и казаком, которые в Суншинском остроге, в приход Кумыцких и Кизылбашских ратных людей, сидели ж и из острогу на Терк отошли и Государеву казну вывезли, сказати же, что Великий государь за ту их службу и за осадное сиденье и за промысл милостиво похваляет, и они б служилые люди и впредь потомуж государю служили».

## Урегулирование конфликта
В планы кампании 1653 года входило также взятие Терского города, полная ликвидация русских укреплений на Тереке и поход на Астрахань. Армия собиралась в Дербенте. Шамхал Сурхай также готовил свои отряды к походу на Астрахань. Сам шах Аббас II собирал крупные силы в своей столице — Исфахане.
Но положение шаха вскоре осложнилось. Войска Империи Великих Моголов атаковали восточные границы Персии и осадили Кандагар. Персия не могла воевать на два фронта. Мир нужен был и России, которая готовилась к войне с Польшей. В августе 1653 года из Астрахани в Иран выехали великие послы окольничий князь Иван Лобанов-Ростовский и стольник Иван Комынин. В апреле 1654 года послы встретились с шахом в иранском городе Фарабате. В результате русско-иранских переговоров и взаимных уступок конфликт был погашен. В октябре 1654 года «великое посольство» двинулось в обратный путь.
В Москве посол шаха Аббаса хан Дакул Султан уверял русское правительство, что Шемахинский хан Хосров сам, без шахского указа, совершил нападения на русские земли. Но наказать Хосров-хана за своевольство, чего требовали русские послы, шах не мог, так как Хосров-хан внезапно скончался.

## Последствия
Падение Сунжинского острога привело к некоторому усилению позиций Персии на Кавказе. Шах усилил давление на горцев, а в 1658 году объявил о строительстве на кумыкских землях двух крепостей. Это вызвало резкий протест дагестанцев, которые подняли восстание. В 1659 году шамхал Сурхай Тарковский, Ахмет-Хан Дженгутейский, Казан-Алп Эндиреевский, владелец Буйнака Будай-Бек Багоматов вступают в российское подданство.